# Johann Rudolf Glauber
Pour les articles homonymes, voir Glauber.
Johann Rudolf Glauber, né le 10 mars 1604 à Karlstadt-sur-le-Main et mort le 16 mars 1670 à Amsterdam est un chimiste,  pharmacien et alchimiste bavarois.

## Biographie
Fils d'un barbier, il fit des études de pharmacie, mais ne put entrer à l'université. Il vécut et travailla successivement à Vienne, Salzbourg, Giessen, Wertheim, Kitzingen, Bâle, Paris, Francfort-sur-le-Main, Cologne et enfin Amsterdam à partir de 1655.
Glauber fait partie des précurseurs de la chimie contemporaine. Ses travaux et ses expériences permirent la découvertes de plusieurs méthodes analytiques, et il fut le premier scientifique moderne à fabriquer de l'acide chlorhydrique. Parmi d'autres composés chimiques, Glauber découvrit le permanganate et le sulfate de sodium, qui fut baptisé d'après son nom (sel de Glauber).

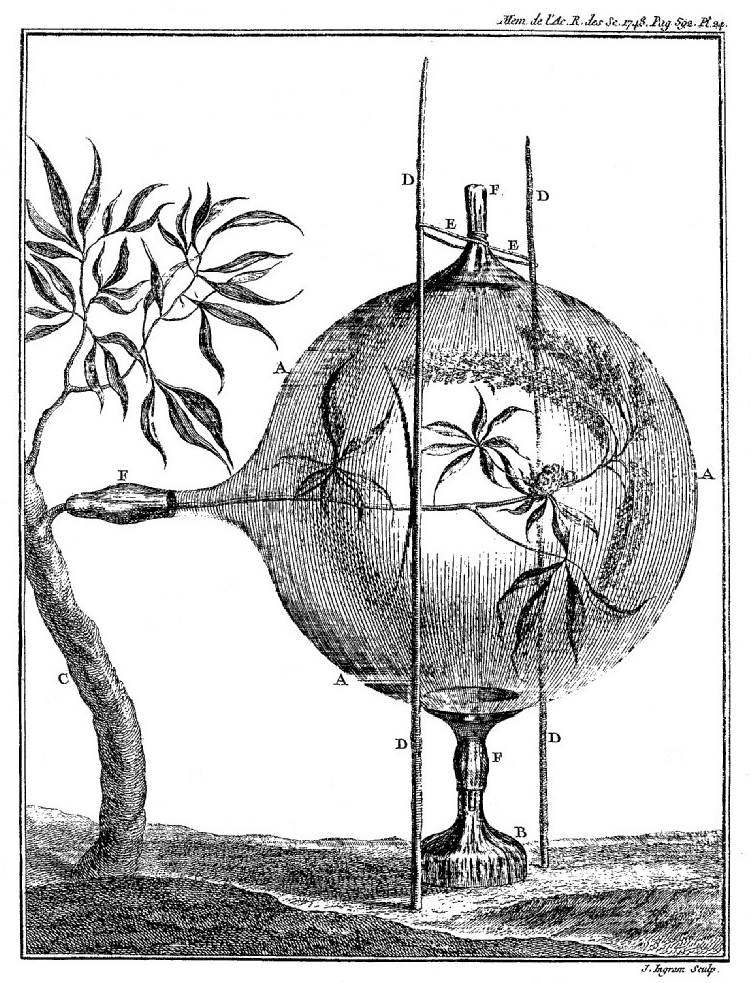
Récipient de Glauber dans une expérience par J.E. Guettard en 1748

## Œuvres
- Furni novi philosophici, sive descriptio artis distillatoriae novae,  prostant apud Joannem Janssonium (Amsterdam), 1651, Texte en ligne disponible sur LillOnum

- La Teinture de l'or ou le véritable or potable
- La Consolation des navigants. Mise en lumière en faveur de ceux qui entreprennent de longues et périlleuses navigations pour l'utilité de la patrie (1659)
- Les Trois Parties minérales de l'œuvre minérale. La teinture de l'or, Traité de médecine universelle, La consolation des navigants, Arma Artis, fac-similé de l'édition de 1659, 352. (Consolatio navigantium (1657).
- La Description des nouveaux fourneaux philosophiques, ou Art distillatoire, 1659 ; Kessinger Publishing, 2009, 568 p. Lire en ligne sur la BNAM

### Études
- Handbook of chemistry and physics, 1978, 58 vol.
- Johann Rudolf Glauber (1604-1670), l’alchimiste, l’athanor et les acides.